# Артоболевський Іван Іванович
Іва́н Іва́нович Артоболе́вський (нар. 26 вересня (9 жовтня) 1905, Москва — 21 вересня 1977, Москва) — російський учений у галузі теорії машин і механізмів. Заслужений діяч науки і техніки РРФСР (1945). Доктор технічних наук, професор. Академік АН СРСР (1946). Герой Соціалістичної Праці (1969). Депутат Верховної Ради СРСР 7—9-го скликань (у 1967—1977 роках). Член Президії Верховної Ради СРСР.

## Біографія
Народився в родині професора Петровської (тепер Тімірязєвської) сільськогогосподарської академії. З 1921 року працював механіком машинно-дослідної станції Московської сільськогосподарської академії. 1924 року закінчив Московську сільськогосподарську академію імені Тімірязєва. З 1924 року — асистент Московської сільськогосподарської академії імені Тімірязєва.
У 1927 році закінчив екстерном математичне відділення фізико-математичного факультету Московського державного університету імені Ломоносова.
З 1927 року викладав у вищих навчальних закладах Москви. У 1929—1932 роках очолював кафедру теоретичної механіки Московського хіміко-технологічного інституту імені Менделєєва. У 1932—1949 роках — професор Московського державного університету (працював спочатку на кафедрі теоретичної механіки). У 1941 році організував на механіко-математичному факультеті Московського державного університету (спільно з Булгаковим) кафедру прикладної механіки і був з 1941 по 1944 рік в.о. завідувача цієї кафедри. Читав обов'язковий для всіх студентів-механіків мехмату річний курс «Прикладна механіка». З 1942 року — професор Московського авіаційного інституту.
З 1937 року працював також в Інституті машинознавства Інстутуту машинознавства АН СРСР: завідувач відділу теорії механізмів і машин, завідувач лабораторії динаміки машин, у 1938—1941 роках — заступник директора з науки.
У 1939 році обраний член-кореспондентом, а в 1946 році — дійсним членом АН СРСР. У 1946—1953 роках — заступник академіка-секретаря відділення технічних наук Академії наук СРСР.
У 1940-х роках був головою Всесоюзного наукового товариства інженерів-машинобудівників. З 1947 року — заступник голови правління Товариства із розповсюдження політичних і наукових знань СРСР.
У 1956—1963 роках — голова правління Товариства із розповсюдження політичних і наукових знань РРФСР.
У 1966—1977 роках — голова правління Всесоюзного товариства «Знання».

## Наукові досягнення
Класифікував просторові механізми і розробив нові методи кінематичного аналізу їх. Написав з цього питання першу в СРСР монографію (1937).
Розробив також нові методи кінематичного аналізу складних багатоланкових механізмів (1939).

## Відзнаки та премії
- Герой Соціалістичної Праці (13.03.1969)
- п'ять орденів Леніна (27.03.1954; 8.10.1965; 8.08.1967; 13.03.1969; 8.10.1975)
- два ордени Трудового Червоного Прапора (10.06.1945; 16.09.1945)
- медаль «За оборону Москви» (1944)
- медаль «За добесну працю. В ознаменування 100-річчя з дня народження Володимира Ілліча Леніна»
- ювілейна медаль «Тридцять років Перемоги у Великій Вітчизняній війні 1941—1945 рр.» (1975)
- заслужений діяч науки і техніки РРФСР (1945)
- Премія імені Пафнутія Чебишова (1946)
- срібна медаль імені Жоліо-Кюрі (1959).
- срібна медаль «За заслуги в розвитку науки і суспільства» (Чехословаччина, 1966)
- Міжнародна золота медаль Джеймса Ватта (Велика Британія, 1967)

## Праці
Автор першого підручника з теорії механізмів і машин для механіко-математичних факультетів університетів (1940).
З групою вчених розробив методи дослідження роботи машин-автоматів, які застосовують у харчовій, поліграфічній та верстатобудівній промисловості.